# Kilroy was here

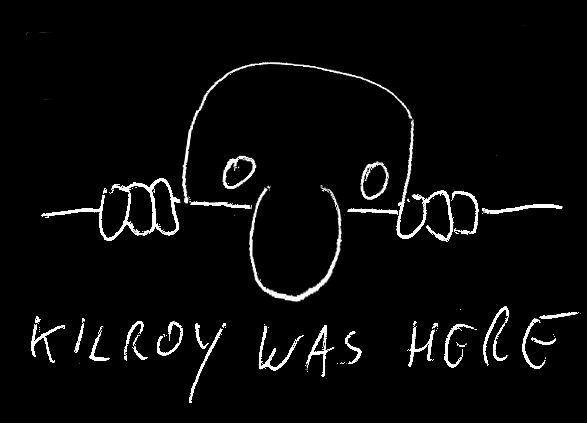
Kilroy was here met Mr. Chad

Kilroy was here is een uitdrukking die tijdens de Tweede Wereldoorlog, meestal in de vorm van graffiti, in veel landen door soldaten werd aangebracht. De uitdrukking werd vaak vergezeld door Mr. Chad, een kaalhoofdig mannetje dat met zijn grote neus over de rand van een muur staart. Er ontstonden ook veel varianten op de graffiti, zoals het Australische equivalent Foo was here.
In de loop der tijd werd Kilroy was here met Mr. Chad een van de bekendste vormen van graffiti. Terwijl de vijandelijke mogendheden zich ongerust afvroegen wat de woorden te betekenen hadden, zagen veel mensen het als een eerbetoon aan een onbekende soldaat. Anderen geloofden dat Kilroy een kwartiermaker was, die in oorlogsgebieden als eerste arriveerde om ervoor te zorgen dat de aankomst van de frontsoldaten zo soepel mogelijk kon verlopen.
Ook na de oorlog bleef de graffiti populair en verscheen op de meest afgelegen of onbereikbare plaatsen, soms in varianten als Kilroy ate here of Kilroy slept here. Wie de bewuste Kilroy was is niet met zekerheid te zeggen, al heeft deze vraag mensen decennialang beziggehouden.

## Vroegste waarnemingen

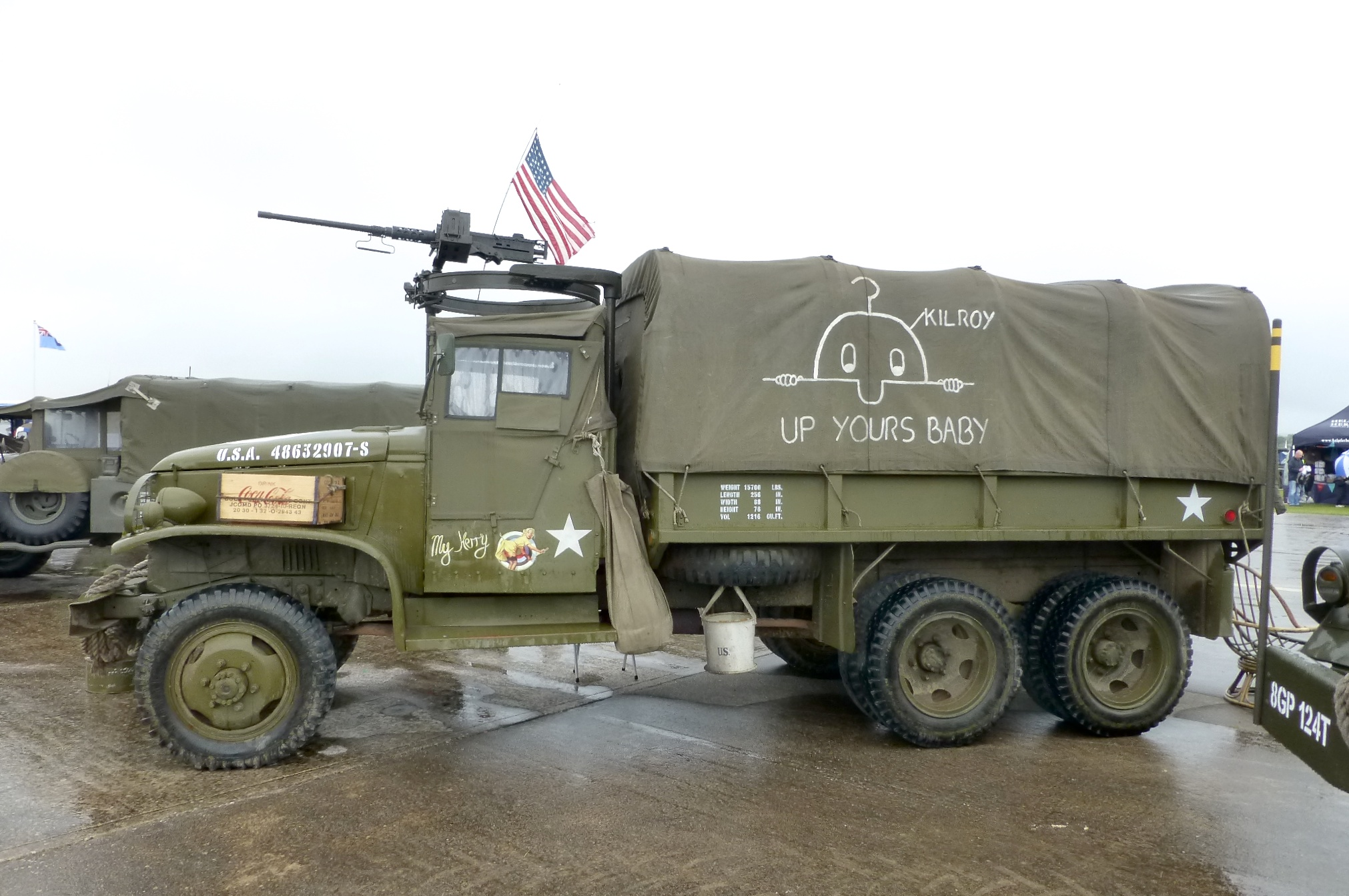
Mr. Chad op een Amerikaanse legertruck

Het is onzeker wanneer de uitdrukking is ontstaan. In 2007 werd op de Amerikaanse televisie een documentaire getoond van Fort Knox, met beelden gemaakt in de jaren 70. Op de beelden is te zien hoe uit een gewelf van Fort Knox goudstaven worden gehaald die sinds 1937 tot aan het plafond lagen opgestapeld. Achter de goudstaven werden de woorden "Kilroy was here - 5/13/37" zichtbaar. Dit werd door veel mensen gezien als een bewijs dat de uitdrukking al in 1937 bekend moest zijn geweest. De historicus Paul Urbahns, die bij het maken van de documentaire betrokken was, verklaarde later echter dat de beelden niet authentiek waren. De hele scène werd namelijk in een studio in Hollywood opgenomen en om het geheel een authentiek tintje te geven, schreven de decormannen deze woorden op de muur.
Er zijn geruchten dat de woorden al in 1939 op oorlogsschepen en in diverse militaire havens werden aangetroffen. Eric Partridge schreef in zijn boek A Dictionary of Slang and Unconventional English dat de woorden voor het eerst in de Verenigde Staten verschenen rond 1940, maar voert hiervoor geen bewijzen aan. Volgens een psychiater van de Universiteit van Pennsylvania dook de uitdrukking voor het eerst op in het midden van 1945 in een hospitaal van de militaire legerbasis Kearns Field in Salt Lake City. Het voorval werd kort daarop beschreven in Kearns Air Force Post Review op 26 juni 1945, genaamd "To the Unknown Soldier — Kilroy Sleeps Here". In augustus van hetzelfde jaar dook Kilroy meerdere malen op in het blad Stars and Stripes. Maar de woorden werden in graffitivorm al over de hele wereld aangetroffen, vaak vergezeld van het personage van Mr. Chad.
In tegenstelling tot de meeste graffiti waren Kilroy was here en afbeeldingen van Mr. Chad niet van een enkele persoon afkomstig. Een overeenkomst met veel andere graffiti was wel dat de makers anoniem wilden blijven. Het is onzeker of hogere officieren van het Britse en Amerikaanse defensieapparaat wisten wie het waren of wat de graffiti te betekenen had. In ieder geval lieten ze tegenover de media niets los. Toen bijvoorbeeld een nieuwsgierige verslaggever van het tijdschrift LIFE een Britse hoge officier belde en vroeg of hij wat over Mr. Chad kon vertellen, antwoordde de officier droog: "What, Lake Chad?"

## Oorsprong
Volgens de Oxford English Dictionary is Kilroy in de uitdrukking Kilroy was here de naam van een mythisch persoon, en voor bepaalde mensen was de graffiti enkel een ludieke manier om de Onbekende Soldaat eer te betonen. Desondanks zijn over de oorsprong van Kilroy was here veel theorieën ontstaan.
De meeste theorieën noemen een Ierse Amerikaan als geestelijk vader van de uitdrukking. Tijdens de Amerikaanse Onafhankelijkheidsoorlog (1775-1783) en de Ierse hongersnood (1845-1850) trokken veel Ieren naar de Verenigde Staten, waar ze zich voornamelijk vestigden in de grote steden. In 2012 werd het aantal Ierse Amerikanen geschat op ruim 35 miljoen. Kilroy is een veel voorkomende Ierse achternaam, afgeleid van Mac Giolla Ruaidh, wat Iers is voor 'zoon van rode jongeman' (een familienaam).

### James J. Kilroy

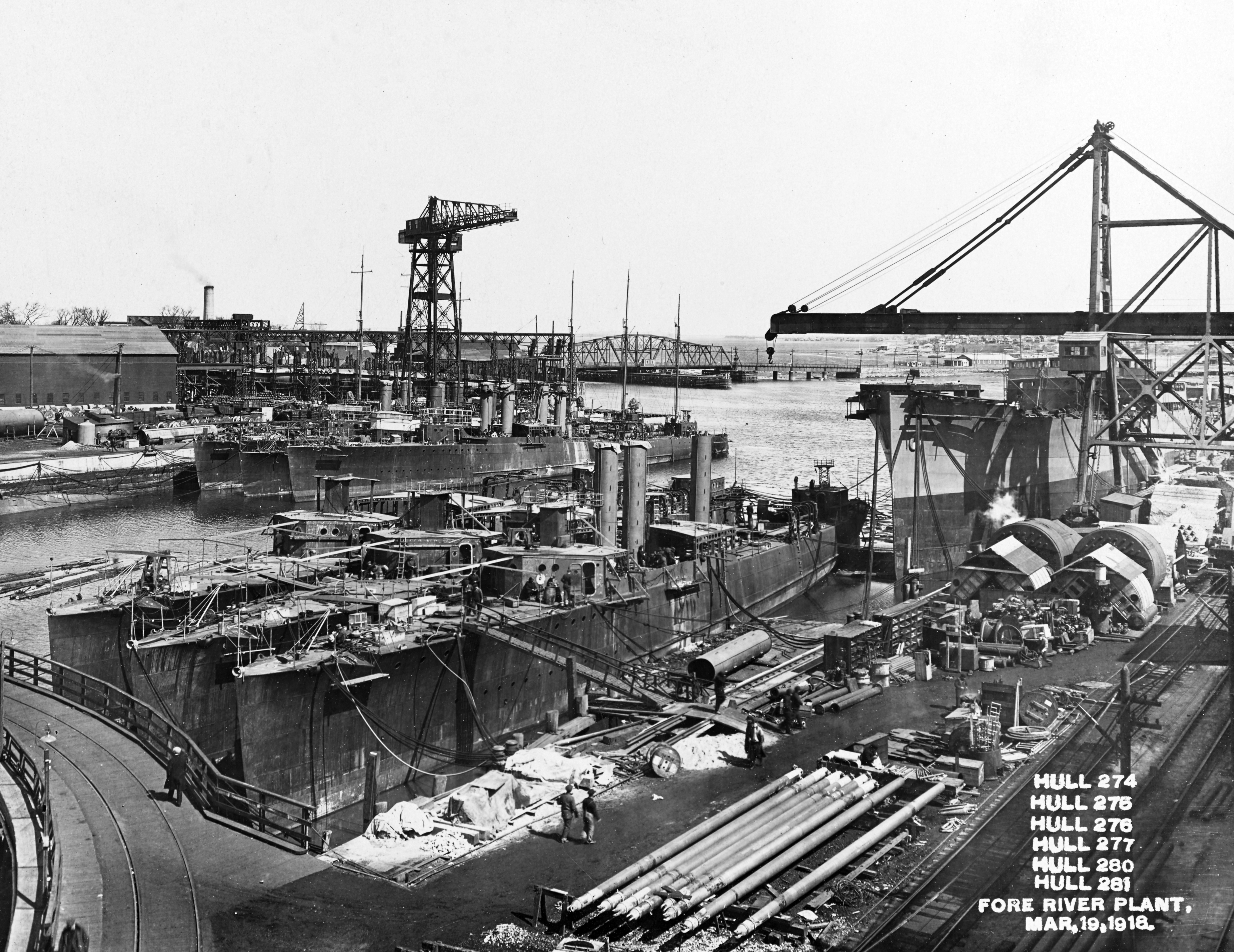
Fore River Shipyard, mogelijk de plaats waar de uitdrukking is ontstaan

De populairste theorie verhaalt over de klinknagelinspecteur James J. Kilroy (26 september 1902 - 24 november 1962). Deze Kilroy begon op 5 december 1941 te werken als inspecteur van de Bethlehem Steel Company op de scheepswerf Fore River Shipyard in Quincy (twee dagen voor de aanval op Pearl Harbor). De scheepswerf bouwde oorlogsschepen voor het Amerikaanse leger en een van Kilroys taken was het controleren van klinknagels. In de 32 maanden dat hij op de werf werkte, zette Kilroy op de schepen en machines een krijtstreepje op de door hem gecontroleerde klinknagels en schreef de aantallen in zijn rapport. Aan de aantallen in het rapport werd de productie van de arbeiders beoordeeld. Het kwam regelmatig voor dat de arbeiders de krijtstreepjes uitveegden, zodat ze opnieuw werden geteld en dubbel werden vermeld in het rapport. Nadat dit werd ontdekt, plaatste James Kilroy met gele, onuitwisbare letters Kilroy was here op het gecontroleerde gedeelte. In de loop van de oorlog, verlieten marineschepen de werf steeds vaker onbehandeld en ongeverfd, waardoor Kilroys krabbels nog steeds zichtbaar waren, soms op onbereikbare plaatsen. Dit begon de soldaten op te vallen en na verloop van tijd gingen ze het als een talisman zien; een verzekering dat hun schip goed gecontroleerd was. Volgens een artikel in The New York Times van 24 december 1946 geloofde James Kilroy zelf dat zijn ex-collega's die in dienst waren gegaan verantwoordelijk waren voor de verspreiding van de uitdrukking.
In 1946 werd in het radioprogramma Speak to America door de American Transit Association een gele tramwagen uitgeloofd voor diegene die kon bewijzen dat hij de betreffende Kilroy was. Bijna veertig man deden een poging, maar alleen James Kilroy kwam met een geloofwaardig verhaal. Hij won de tramwagen en wilde hem als kerstcadeau aan zijn negen kinderen geven. Op 23 december 1946 vertrok de tramwagen vanuit Boston naar het huis van Kilroy in Halifax, een rit van ruim 50 kilometer. Onderweg begon het hevig te sneeuwen, zodat de wagen pas op 25 december aankwam, getrokken door een sneeuwploeg. Op de zijkant van de wagen stonden de woorden "Santa was here". Kilroy plaatste de wagen in zijn voortuin, als een speelruimte voor zijn kinderen. Volgens de vrouw van James, Margaret Kilroy, werd hij vervolgens door allerlei bedrijven benaderd die de naam Kilroy voor hun producten wilden gebruiken, waarbij sommigen aanboden om de tramwagen volledig te meubileren. James Kilroy weigerde al de aanbiedingen, vertelde Margaret: "I guess it was his Irish stubbornness." ("Ik denk dat dat zijn Ierse koppigheid was")
Toch zijn veel mensen van mening dat hij niet de geestelijk vader was van de uitdrukking, aangezien deze al in de jaren 30 voor het eerst zou zijn aangetroffen. Op 24 november 1962 stierf James Kilroy op 60-jarige leeftijd in een ziekenhuis in Boston.

### Andere theorieën
De volgende theorie heeft veel overeenkomsten met de bovenstaande. Deze noemt een andere James Kilroy als de geestelijk vader van Kilroy was here. Dankzij zijn kleine postuur was hij aangenomen als inspecteur op een fabriek voor oorlogsmaterieel, zodat hij in de kleinste ruimtes zijn inspecties kon doen. Als geheugensteuntje schreef hij in elke tunnel waar hij kwam de woorden Kilroy was here. Deze theorie verklaart echter niet hoe de woorden zo wereldberoemd werden.
Weer een andere theorie stond in een artikel van The Lewiston Daily Sun van 14 november 1945. Volgens de redacteur heeft de uitdrukking haar oorsprong bij een 21-jarige sergeant genaamd Francis J. Kilroy jr. Terwijl hij met griep in het veldhospitaal van een militaire basis in Florida lag, schreef een bevriend soldaat genaamd James Maloney de woorden "Kilroy will be here next week" op een mededelingenbord in een van de barakken. Een maand later werden Francis J. Kilroy jr. en James Maloney naar andere legerbasissen gestuurd. Voor de grap bleef James Maloney overal soortgelijke uitdrukkingen aanbrengen. Deze woorden werden door veel soldaten gelezen en volgens de schrijver van het artikel verschenen daarop verspreid over de hele wereld varianten op "Kilroy was here".
De krant The Free Lance-Star noemt nog een andere theorie die ook gebaseerd is op een sergeant genaamd Kilroy: op een mededelingenbord in een militair kamp in Kansas werd medegedeeld dat een zekere sergeant Kilroy één dag niet was komen opdagen. Sergeant Kilroy kraste vervolgens zijn naam door op het bord en schreef eronder: "Kilroy was here".
Er zijn nog tal van andere theorieën over de oorsprong van de uitdrukking. De Amerikaanse oorlogsverslaggever Richard Kilroy O'Malley wordt als mogelijke geestelijk vader genoemd. Hij zou de uitdrukking verspreiden in de landen die hij voor zijn werk bezocht, waaronder Duitsland, Cyprus, Korea en sommige landen in Afrika. Volgens een andere theorie was een Brits soldaat het beu dat de manschappen van de Royal Air Force altijd beweerden dat zij eerder arriveerden dan het Britse grondleger. Daarom bracht hij overal waar hij kwam de graffiti aan om het tegendeel te bewijzen.

## Mr. Chad
Na verloop van tijd ging de graffiti vaak vergezeld van Mr. Chad (soms afgekort als Chad), een mannetje met een grote neus dat zich met beide handen aan een hek of een muurtje vasthoudt en over de rand kijkt. Aanvankelijk had het karakter kruisjes als ogen en slechts één haar op zijn hoofd, gekruld in de vorm van een vraagteken. Later kreeg hij ronde ogen en werd hij meestal kaal of met een paar haartjes afgebeeld.
Voordat Mr. Chad werd gekoppeld aan de woorden Kilroy was here was hij al een beroemde verschijning in Groot-Brittannië. Hij verscheen overal in tijdschriften, op straat en in openbare ruimtes met de kreet "Wot, no sugar?", "Wot, no petrol?"  of een vergelijkbare slogan naar aanleiding van een tekort aan bepaalde producten. In de kantine van een legerbasis in Manchester werden de muren ondergekliederd met zinnen als "Wot! No eggs!" en "Wot! No beer!"  De commandant riep de soldaten bij elkaar en legde een sanctie van 28 dagen opsluiting op voor iedereen die in het vervolg de woorden nog zou gebruiken. Toen hij vervolgens in zijn kantoor terugkwam vond hij op zijn bureau een blocnote met de woorden "Wot! Only 28 days!"  Na de Tweede Wereldoorlog reden Britse trucks in Oostenrijk rond met op de zijkant een afbeelding van Mr. Chad en de woorden "Wot! No Führer!"  Dit soort slogans bestond al in de jaren 30 in de Verenigde staten, los van Mr. Chad. Zo gebruikte een juwelierszaak in december 1932 de slogan "Wot!-- No pictures?" in een advertentie in de krant The Day om aan te geven dat haar aanbiedingen te talrijk waren om aan foto's te beginnen.
Mr. Chad met zijn droge opmerkingen was een typisch voorbeeld van de Britse humor. Een treffende beschrijving van Mr. Chad stond in het tijdschrift LIFE: "the patron saint of dumb insolence". Kort na de oorlog beweerde een journalist van Los Angeles Times dat de afbeeldingen van Mr. Chad tot de weinige dingen behoorden die na de oorlog onveranderd waren gebleven. Volgens de etymoloog Dave Wilton was het aan de alliantie tussen de Verenigde Staten en Groot-Brittannië te danken dat tijdens de oorlog de Britse Mr. Chad werd gekoppeld aan het Amerikaanse Kilroy was here, maar niemand weet precies wanneer en hoe dit gebeurde.
| Tijdlijn Kilroy was here en Mr. Chad |
| ------------------------------------ |
|                                      |

### Oorsprong
Ook over de herkomst van Mr. Chad zijn veel theorieën. Sommige mensen menen dat Mr. Chad voor het eerst werd getekend in 1937 voor een strip in het blad Daily Mirror. De bedenker en tekenaar van de strip was de Britse cartoonist George Edward Chatterton, bijgenaamd Chat. Het personage dat in het blad verscheen werd daarom Mr. Chat genoemd, wat later veranderde in Mr. Chad.

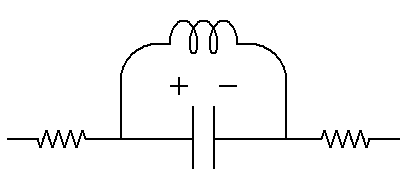
De elektrische schakeling (LC-kring) die misschien de inspiratie vormde voor Mr. Chad

De meeste theorieën over de oorsprong van Mr. Chad komen van de Britse defensie. Volgens een medewerker van het Royal Air Force Museum London is Mr. Chad bedacht door een elektricien van de Royal Air Force en gebaseerd op de Griekse letter Ω (omega), die staat voor de eenheid ohm van elektrische weerstand. Een klein aantal theorieën verhaalt hoe Mr. Chad is gebaseerd op een elektrisch schakelschema. Zo schreef een journalist van het nieuwsblad The Guardian dat Mr. Chad zijn oorsprong vond in een leslokaal van de Royal Air Force in 1941. Toen een instructeur een schakeling op een bord tekende en vervolgens uit het lokaal werd geroepen, liep een van zijn leerlingen naar het bord en tekende vervolgens een soortgelijke schakeling die leek op een mannetje dat over een schutting tuurt. Onder het schema schreef hij de woorden "Wot! No leave?"  Volgens een andere bron hoorde het getekende diagram op het bord bij een uitleg welk effect een condensator in een elektrisch netwerk kan hebben. Na de les veranderde iemand het diagram met een aantal lijntjes in het turende mannetje en voegde de woorden "WOT! No Electrons?" toe.
Ook de herkomst van de naam Mr. Chad is onzeker; veel divisies in het Britse leger ontkennen de theorie over de cartoonist George Edward Chatterton en claimen zelf de oorsprong van de naam. Soldaten van de Royal Air Force bijvoorbeeld beweren dat het de bijnaam van een RAF-club was, die zijn hoofdkwartier had in Chadwick House. Volgens de Royal Electrical and Mechanical Engineers (REME), een Brits legerkorps dat legeruitrustingen inspecteert en onderhoudt, komt de naam van een van hun trainingsscholen die de bijnaam Chad's Temple had. Acht soldaten van de 7e Pantserdivisie van het Britse leger beweerden dat Chad de naam was van een officier van hun divisie.
In een editie van april 1946 schreef The Times dat Mr. Chad waarschijnlijk een groot aantal veranderingen door een groot aantal personen heeft ondergaan, zodat over de herkomst van het mannetje met de enorme neus weinig te zeggen valt.

### Andere namen voor Mr. Chad
De Royal Air Force noemde Mr. Chad ook Flywheel, Doomie  of The Goon, vernoemd naar Alice the Goon, een personage uit de Popeye-stripreeks. Net als Mr. Chad heeft ze een enorme neus, vandaar de bijnaam. In het leger werd de naam Mr. Chad geassocieerd met de luchtmacht en daarom noemden ze hem Clem of Private Snoops. Ook noemden ze hem The Jeep, naar Eugene the Jeep, een ander personage uit de Popeye-stripreeks met een forse neus. De marine noemde hem The Watcher.
Ook wordt het mannetje volgens een advertentie voor Kilroy-speelgoed Heffinger, Luke the Spook en Stinkie genoemd. In Chili wordt Mr. Chad Sapo genoemd, wat Spaans is voor 'pad' en als scheldwoord wordt gebruikt voor een nieuwsgierig iemand. Andere namen voor Mr. Chad zijn onder andere El Fisgon (Mexico), Herbie (Canada), Overby (Los Angeles) en Corduroy.
Kilroy is echter géén andere naam voor het personage. De uitdrukking luidt: Kilroy was here, dus als Mr. Chad over de rand van het muurtje kijkt, is Kilroy al verdwenen. Kilroy zelf is nooit uitgebeeld.

## Foo was here
Foo was here is de Australische equivalent van Kilroy was here, en werd ook door sommige Britse soldaten gebruikt. Oorspronkelijk had het kale mannetje dat erbij werd getekend niet zo'n grote neus. Volgens bepaalde geruchten bestond Foo was here veel eerder, de uitdrukking zou al tijdens de Eerste Wereldoorlog op de treinwagens van het Australische leger zijn gekalkt. Soldaten van de Royal Australian Air Force identificeerden Foo met een gremlin, een kwaadaardig mythisch wezen dat vliegtuigen en andere machines zou saboteren.

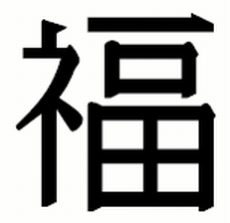
Mogelijk is foo afgeleid van het Mandarijnse woord 福 (fu)

De uitdrukking foo werd vooral bekend dankzij Smokey Stover, een brandweerman in de gelijknamige strip van Bill Holman die in de Verenigde Staten werd gepubliceerd tussen omstreeks 1930 en 1952. Hij gebruikte de term foo voor alles waarvan hij niet op de naam kon komen. Omdat het personage Smokey Stover een brandweerman is lijkt het aannemelijk dat foo van het woord feu komt, wat Frans is voor 'vuur'. Maar volgens Warner Brothers vertelde Bill Holman hen ooit dat hij op foo kwam toen hij dit woord las op de onderkant van een Chinees beeldje. Dit zou dan een Engelse transliteratie zijn van het woord fu, Mandarijn voor 'zegen' of 'voorspoed'. Foo werd dankzij de strip een populair stopwoord in grappige gezegdes als "Where there's foo, there's fire" en "Many smoke, but foo men chew". Soortgelijke uitdrukkingen werden verwerkt in liedjes en televisieprogramma's en het is mogelijk dat op deze manier de uitdrukking Foo was here ontstond.
Sommige soldaten beweerden dat foo een afkorting van Forward Observation Officer, maar dit is waarschijnlijk een backroniem: een interpretatie die ze maakten nadat foo allang bekend was. Amerikaanse soldaten gebruikten rond het einde van de Tweede Wereldoorlog de term foo fighters voor onbekende objecten die ze op de radar aantroffen. Later werd de term vervangen door UFO (Unidentified Flying Object).

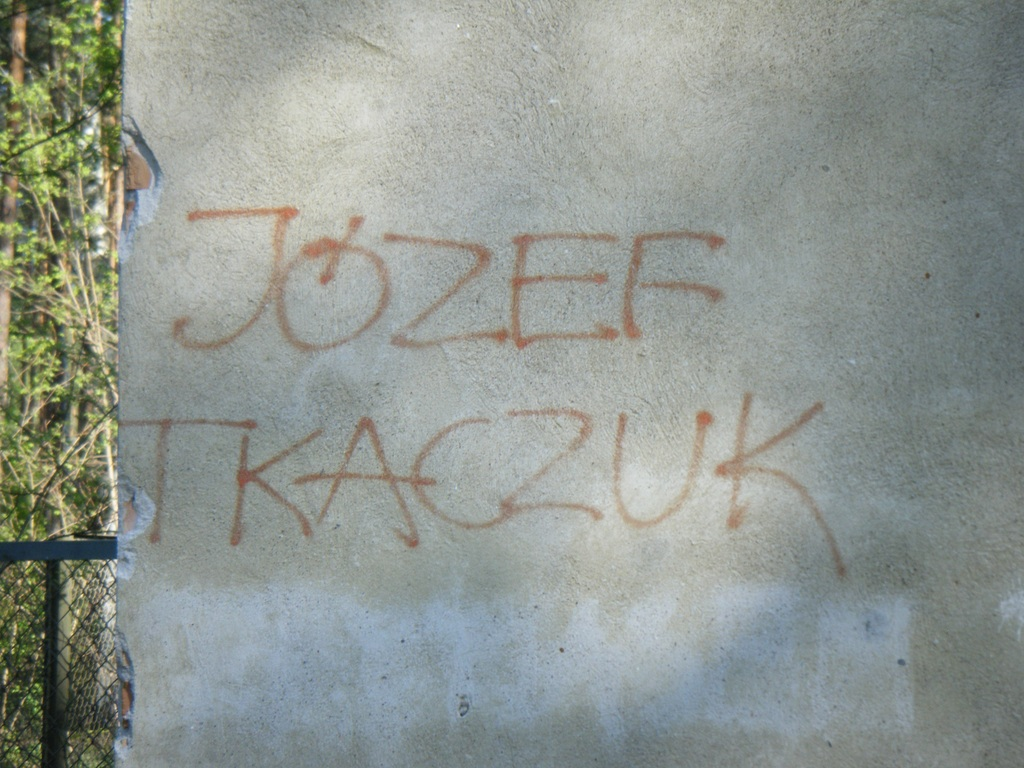
Józef Tkaczuk is het Poolse equivalent voor Kilroy

### Andere varianten
In bepaalde landen wordt in plaats van Kilroy of Foo andere namen gebruikt, zoals Julito in Peru, O Moita in Brazilië en Vasya in Rusland. In Polen is Kilroy vervangen voor de naam van een fictieve schoolconciërge: Józef Tkaczuk. Een veelvoorkomende graffiti in Poolse schoolgebouwen is "Tu byłem – Józef Tkaczuk" en betekent zoveel als "Ik was hier - Józef Tkaczuk". In Turkije zijn de woorden "Bunu yazan Tosun" een bekende graffiti, wat "Tosun schreef dit" betekent.
Naast de woorden Kilroy was here verschenen tijdens de Tweede Wereldoorlog regelmatig de woorden "And so was Smoe". Volgens een navigator van de Royal Air Force was Smoe een afkorting van Sad men of Europe  en de Milwaukee Journal schreef dat Smoe de Europese naam is voor Mr. Chad. Na 1946 werden echter geen nieuwe graffiti met Smoe meer gedocumenteerd.

## De uitdrukking wordt wereldberoemd

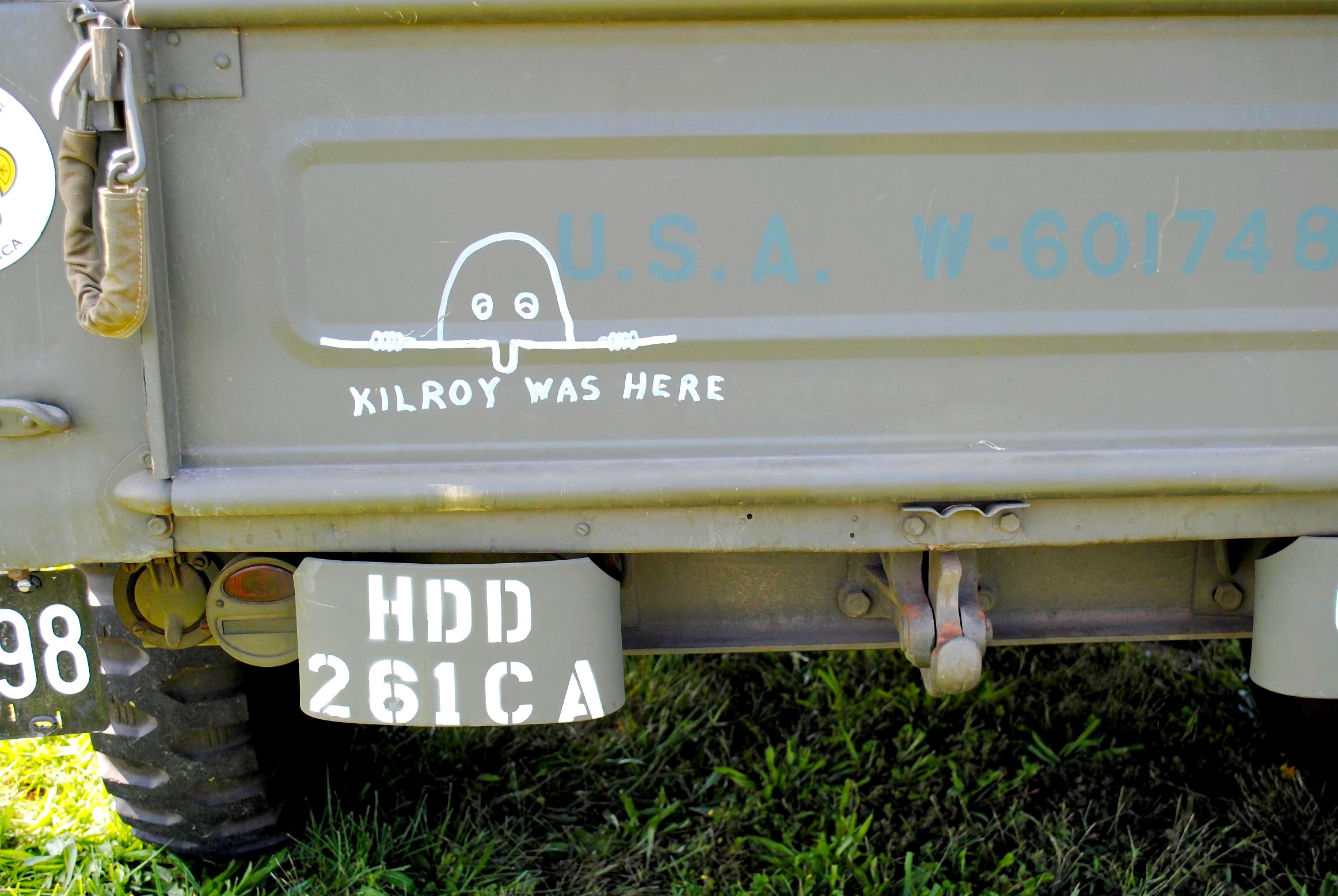
Kilroy was here achter op een truck uit de Tweede Wereldoorlog

De uitdrukking Kilroy was here, later vergezeld door het personage dat over een muur kijkt, werd zo populair dat ze overal in de Verenigde Staten en Groot-Brittannië verscheen, vaak op de vreemdste of meest verlaten plekken. In Milwaukee schreef iemand bijvoorbeeld op een billboard: "I jump with glee, I jump with joy, 'cause i got here before Kilroy". De woorden werden al snel doorgekrast en vergezeld van de tekst "Kilroy didn't believe it".
Het verspreiden van de mysterieuze graffiti was voor de Britse en Amerikaanse soldaten een collectieve grap geworden, die een welkome afleiding vormde voor de verschrikkingen van de oorlog. Ze brachten de graffiti aan in Europa, Azië en Afrika op de meest uiteenlopende plaatsen, zoals tankstations, restaurants, zwaar bewaakte militaire locaties, kazernes en ziekenhuizen. In deze werelddelen waren mensen nog niet zo bekend met graffiti, het Europese vasteland bijvoorbeeld kende vrijwel alleen op de muren gekalkte politieke leuzen. Voor soldaten werd het een sport om Kilroy was here te plaatsen op de meest onbereikbare plaatsen en wanneer andere soldaten op een nieuwe locatie arriveerden, sloten ze weddenschappen of Kilroy hun voor was of niet. En zo werd de graffiti aangetroffen op bomen in Noord-Borneo, op muren van Afrikaanse danstenten en zelfs op de rotsen op de Aleoeten. Het nieuwsblad The Nashau Telegraph verhaalt over een strand van een eiland in de Grote Oceaan waar een dode soldaat zou zijn aangetroffen die begonnen was de woorden in het zand te schrijven, maar stierf voordat hij klaar was.
Toen infanteristen op 6 juni 1944 aan de Franse kust arriveerden, troffen ze de tekst "Kilroy" aan in de Duitse bunkers. Een bemanningslid van een vliegdekschip pikte aan de kust van Tasmanië een fles op, waarin een briefje zat met de woorden "Kilroy says hello". In 1948 stond in een advertentie in het blad LIFE: "G.I.'s spread the fame of Kilroy, the little man who was always there first". Inderdaad creëerden Amerikaanse en Britse soldaten de legende dat Kilroy alomtegenwoordig was. Veel mensen stelden hier geloof in, ondanks dat het handschrift elke keer anders was. Kilroy was voor hen een soort Big Brother geworden, iemand die overal een oogje in het zeil kan houden, ook in vijandelijk gebied. Volgens de krant Deseret News was Kilroy was here om die reden na I love you de belangrijkste uitdrukking tijdens de Tweede Wereldoorlog.

### Reacties van wereldleiders

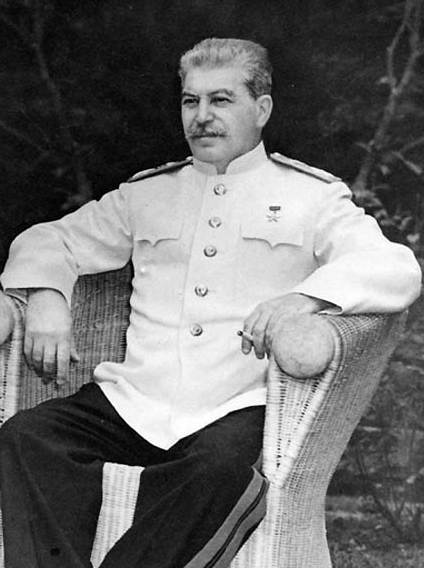
Jozef Stalin tijdens de Conferentie van Potsdam, waar hij naar verluidt kennis maakte met Kilroy was here

De uitdrukking Kilroy was here begon ook de asmogendheden op te vallen. In het landhuis Cecilienhof te Potsdam werd in de zomer van 1945 de Conferentie van Potsdam gehouden, waarbij Harry S. Truman, Winston Churchill en Jozef Stalin bespraken hoe Duitsland geregeerd moest worden. Naar verluidt maakte Jozef Stalin hier voor het eerst kennis met de uitdrukking. Een van de badkamers in het landhuis was streng bewaakt en mocht uitsluitend door Truman, Churchill en Stalin gebruikt worden. Stalin gebruikte de badkamer het eerst, maar kwam kort daarop naar buiten en vroeg in het Russisch: "Wie is Kilroy?"
Toen Japanners de woorden aantroffen op een gebombardeerde tank op het eiland Guadalcanal, schakelden ze hun inlichtingendienst in. Een legende wil dat de geheimzinnige woorden zelfs Adolf Hitler verontrustten in de periode dat de Tweede Wereldoorlog op zijn eind liep. Volgens sommige nieuwsbladen troffen Duitsers de graffiti aan op Amerikaans oorlogsmaterieel, volgens anderen in een geheime locatie van het Duitse leger. Naar verluidt veronderstelde Hitler dat Kilroy de naam was van een Amerikaans supersoldaat of een codenaam van een spion die zich geïnfiltreerd had. Hitler liet hierop tevergeefs een onderzoek instellen naar de bewuste Kilroy.

### Na de Tweede Wereldoorlog
Kilroy was here dook ook na de Tweede Wereldoorlog op diverse plekken op. In 1952 werden voor de eerste test met de waterstofbom gevechtsschepen als proefkonijnen gebruikt. Naar verluidt werden na de test op een van de schepen de geschilderde woorden Kilroy was here aangetroffen. In 1957 werd de gezonken sleepboot Edgar Bonnet uit het Suezkanaal gevist, omdat hij de doorvaart blokkeerde. Op de brug ontdekten de dreggers de woorden Kilroy was here.
Ook in oorlogsgebieden, bijvoorbeeld in landen als Korea, Koeweit, Irak en Afghanistan, werd de graffiti aangetroffen. En de uitdrukking wordt nog steeds verspreid door toeristen en andere personen, die de graffiti aanbrengen in toiletten, op muren, reclamezuilen, monumenten en op andere plaatsen. De graffiti verscheen zo onder andere op de Berlijnse Muur, de Chinese Muur, de Arc de Triomphe in Parijs, het Vrijheidsbeeld in New York en het in 2004 onthulde National World War II Memorial in Washington D.C. Er zijn geruchten dat hij voorkomt op de top van de Mount Everest en zelfs op de oppervlakte van de maan. De populariteit van Kilroy was here had haar grootste piek echter vooral tijdens de jaren 40 en 50.

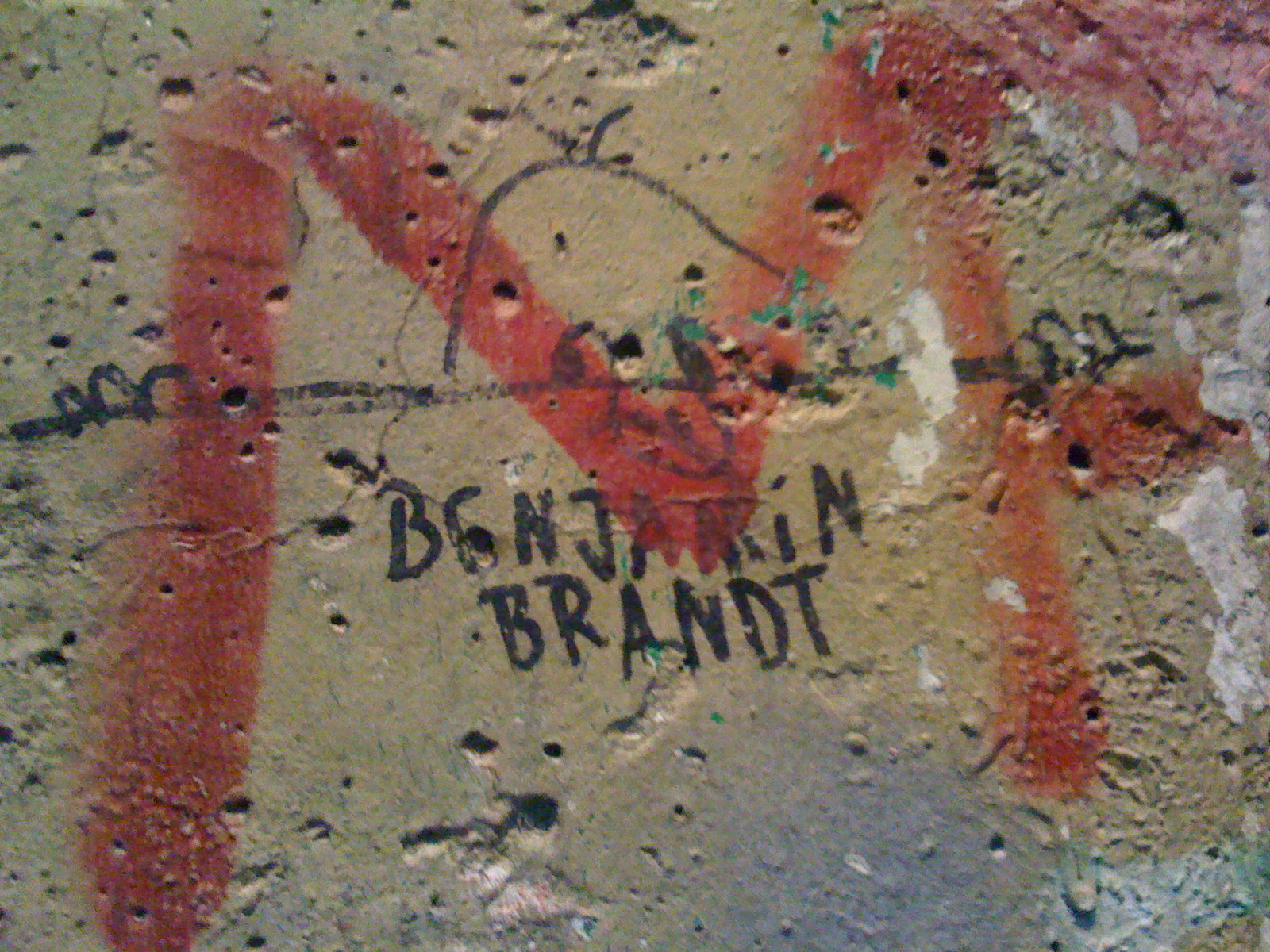
Mr. Chad op een stuk van de Berlijnse Muur (Newseum in Washington D.C.)
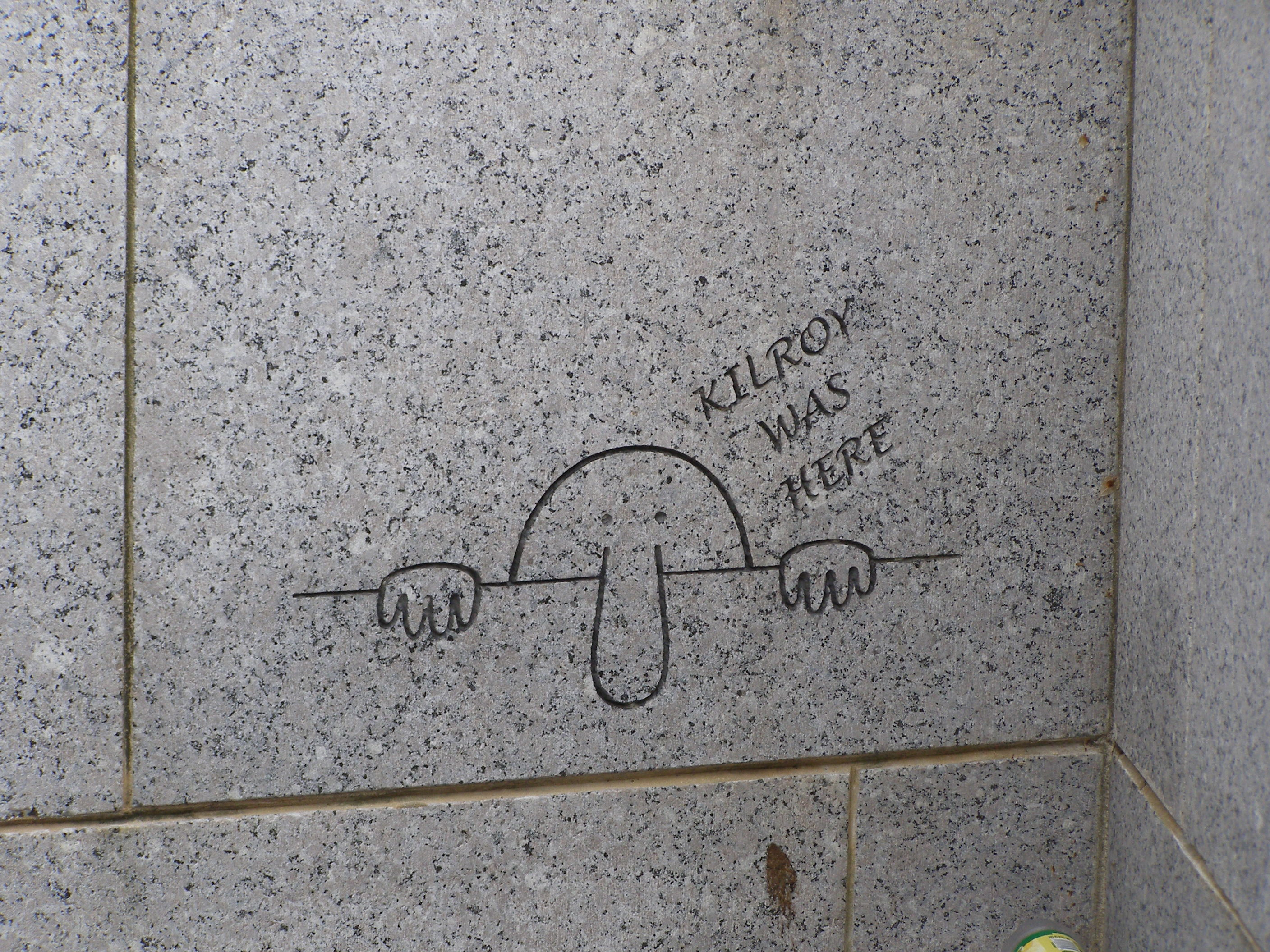
Kilroy was here op de National World War II Memorial in Washington D.C.
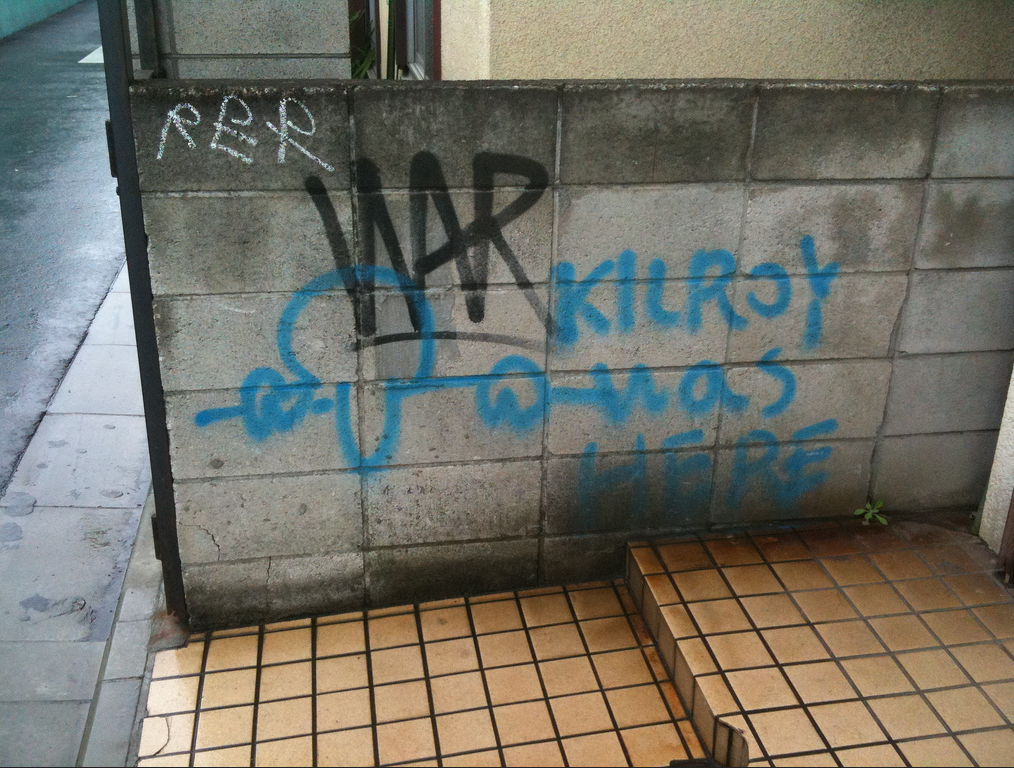
Kilroy was here op een muur in Tokio, Japan
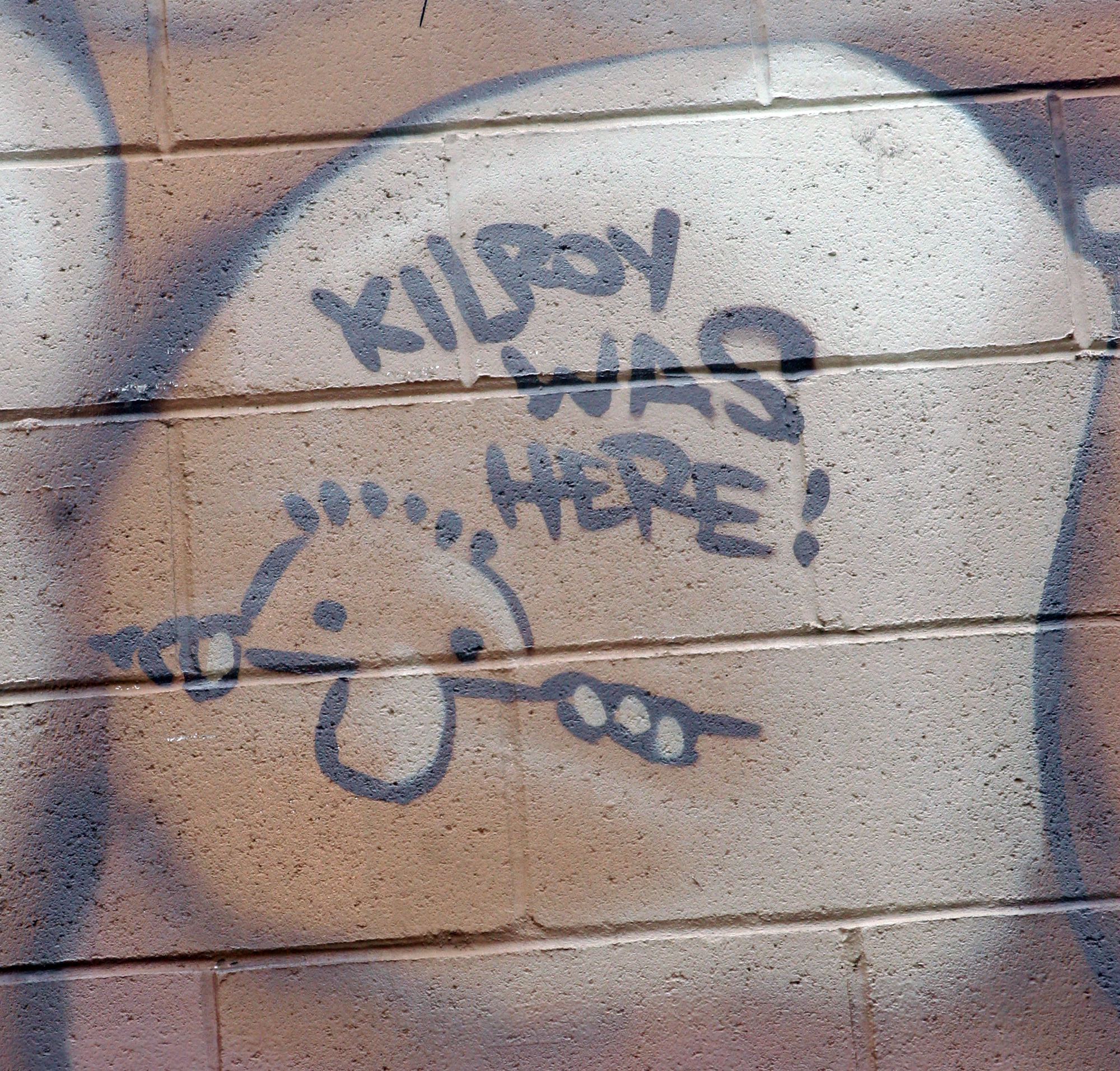
Kilroy was here op een graffiti in Kansas City (Missouri)
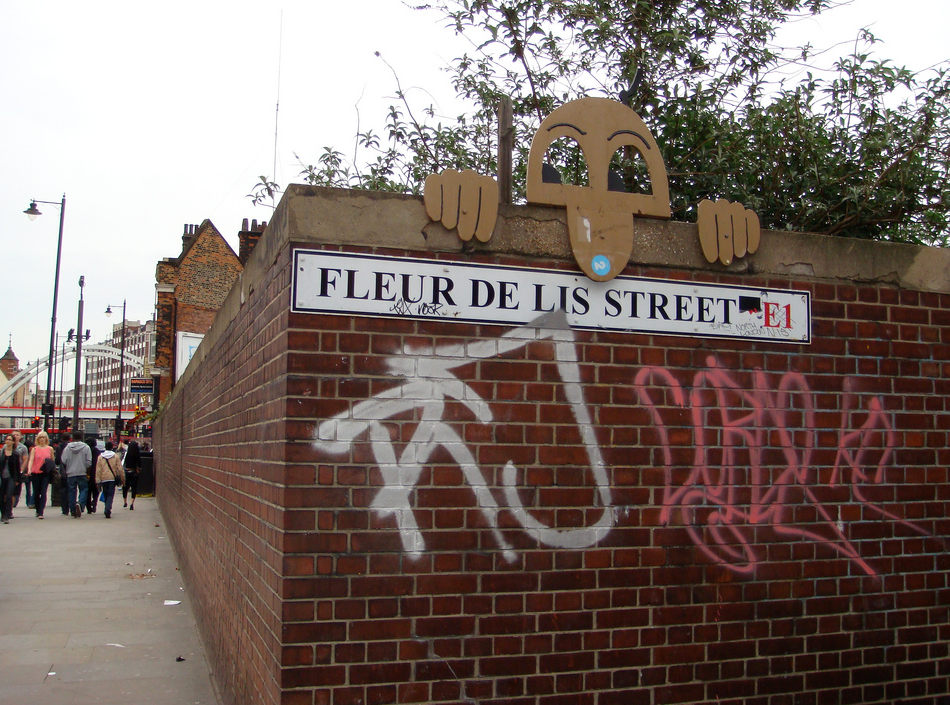
Mr. Chad als streetart in Londen
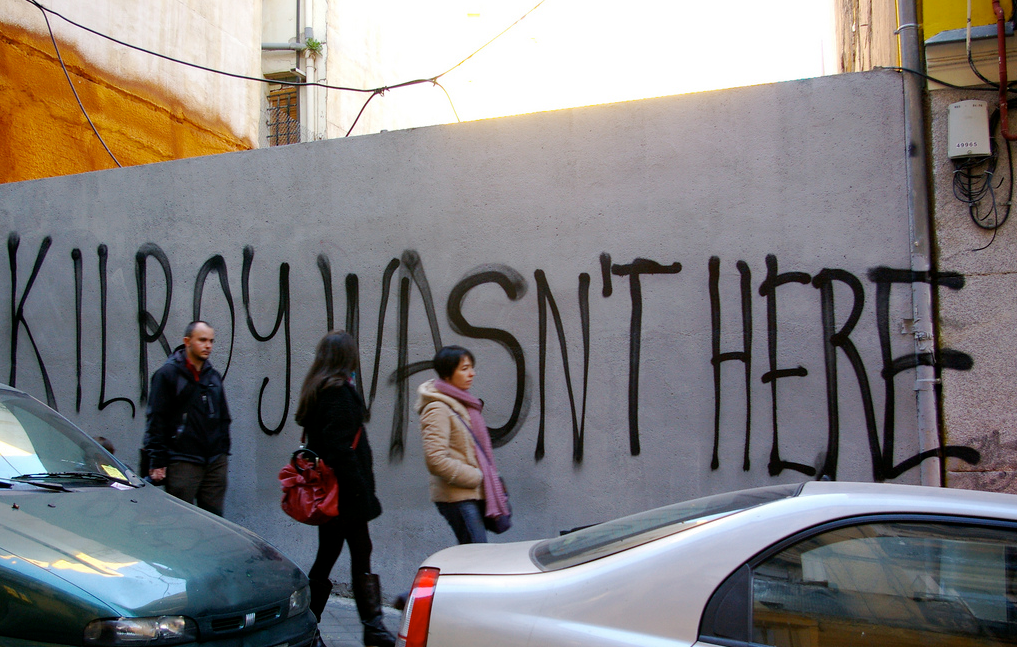
Kilroy wasn't here in Madrid, Spanje
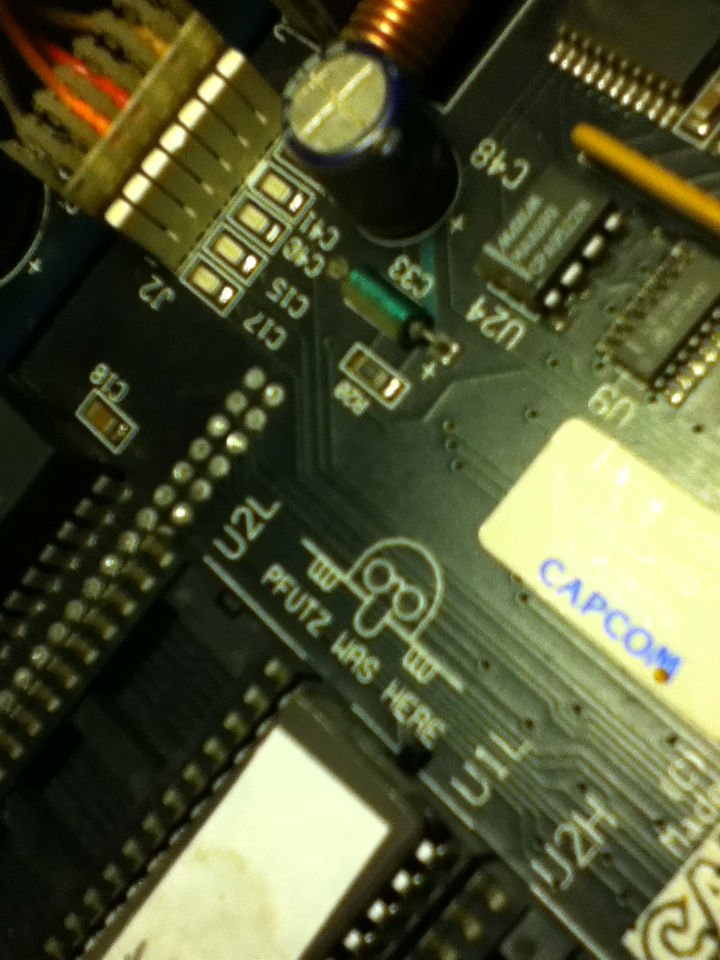
Pfutz was here op de CPU-board van een flipperkast
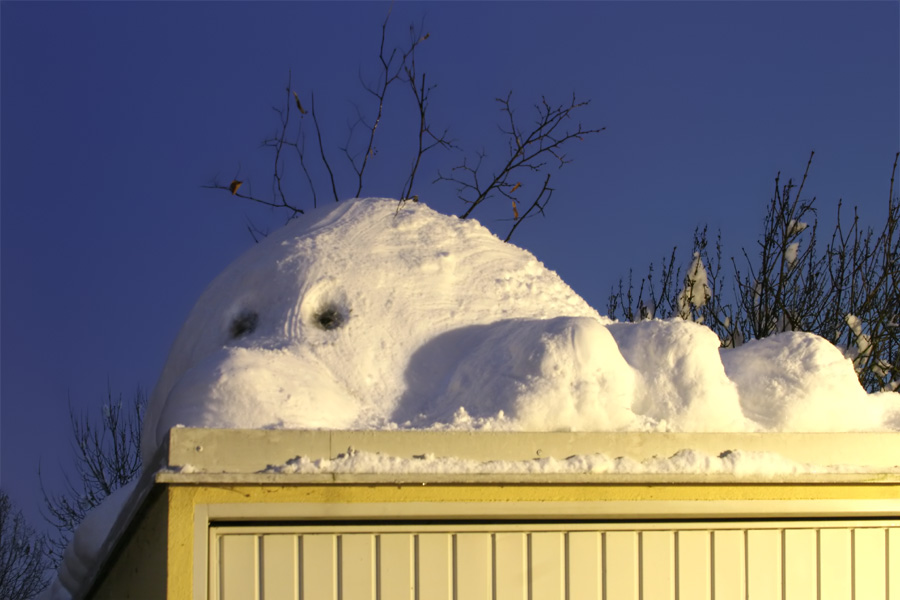
Mr. Chad als sneeuwpop

### Populaire cultuur

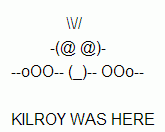
Mr. Chad in ASCII-art

Kilroy was here en Mr. Chad verschenen in allerlei vormen op drukwerk, op het televisiescherm en in de muziek. Hier volgt een kort overzicht.
- Drie films werden gemaakt met de titel Kilroy Was Here: in 1947,[39] 1983[40] en 2006.[41]
- Isaac Asimovs kort verhaal The Message (1955)[42] verhaalt over een tijdreiziger uit de dertigste eeuw, genaamd George Kilroy. Volgens het verhaal is hij degene die overal de graffiti aanbrengt.[43]
- In V., een roman van Thomas Pynchon uit 1963, wordt beschreven hoe Mr. Chad zogenaamd is afgeleid van een schema voor een bandfilter, een filter dat elektromagnetische straling doorlaat.[44]
- Op de hoes van het Rolling Stones-album Beggars Banquet uit 1968 is Mr. Chad te zien op de muur van een openbaar toilet.[45]
- In de film Patton uit 1970[46] is te zien hoe de Amerikaanse generaal George Patton zijn troepen inspecteert wanneer deze Frankrijk binnenrijden. Op een van de jeeps is een spandoek te zien met Kilroy is back, inclusief een afbeelding van Mr. Chad.
- De Nederlandse platenmaatschappij Telstar van Johnny Hoes had tussen 1970 en 1982 een pop- en rocklabel genaamd Killroy (sic), compleet met een Mr. Chad-logo.[47]
- De band Styx bracht in 1983 hun elfde studioalbum uit, getiteld Kilroy Was Here.[48] Het album verhaalt over een toekomst waarin rockmuziek verboden is en hoe de voormalige rockster Kilroy zich hiertegen verzet.
- Nieuw-Zeeland gaf op 19 maart 1997 een postzegel uit met Kilroy is back.[49]
- Referenties naar Kilroy was here verschenen in tal van televisieprogramma's, zoals Alfred Hitchcock Presents, American Dad!, Doctor Who, Fringe, Futurama, Home Improvement, Looney Tunes, M*A*S*H en Seinfeld.
- Ook verscheen Kilroy was here in een aantal computerspellen, waaronder Brothers in Arms: Hell's Highway, Dino D-Day, Call of duty WW2 en Halo 3.